# رآکتور فلورید مایع توریم

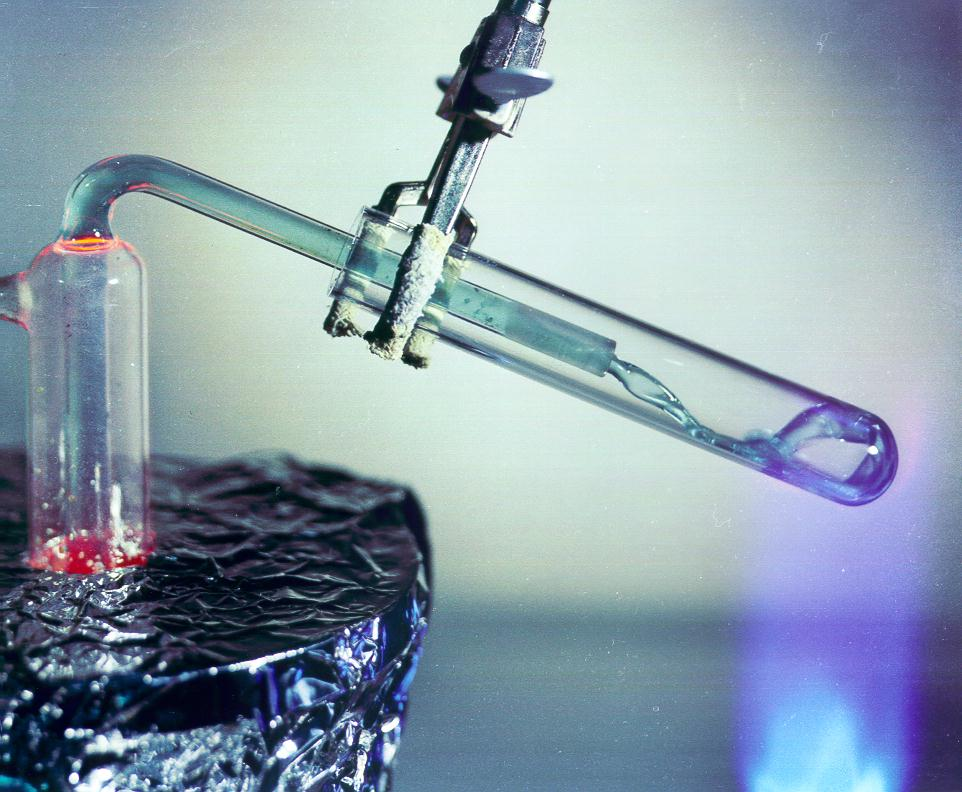
مذاب نمک اف ال آی بی ای

رآکتور فلورید مایع توریم (انگلیسی: Liquid fluoride thorium reactor) که به‌طور مخفف (LFTR) و یا "لیفتر" نیز شناخته می‌شوند، گونه ای از راکتور اتمی از نوع رآکتور نمک گداخته است. در این رآکتورها از چرخه سوخت توریوم به همراه یک نمک گداخته بر پایه فلورید به عنوان سوخت استفاده می‌شود. در رآکتورهای لیفتر ابتدا مایع گداخته، حرارت را از قلب رآکتور و به وسیله یک مبدل حرارتی به سیکل مذاب دوم که غیر رادیواکتیو است منتقل می‌کند. سپس سیکل دوم گرمای به دست آورده را برای تولید انرژی به توربین بخار منتقل می‌کند.